# Barbican à tête blanche
Lybius leucocephalus
Espèce
Statut de conservation UICN

 LC  : Préoccupation mineure
Le Barbican à tête blanche (Lybius leucocephalus) est une espèce d'oiseaux de la famille des Lybiidae, dont l'aire de répartition s'étend sur le Nigeria, le Cameroun, la République centrafricaine, le Tchad, le Soudan, l'Ouganda, le Kenya, la Tanzanie, la République démocratique du Congo et l'Angola.

## Liste des sous-espèces
- Lybius leucocephalus adamauae Reichenow, 1921
- Lybius leucocephalus albicauda (Shelley, 1881)
- Lybius leucocephalus leucocephalus (Filippi, 1853)
- Lybius leucocephalus leucogaster (Bocage, 1877)
- Lybius leucocephalus lynesi Grant & Mackworth-Praed, 1938
- Lybius leucocephalus senex (Reichenow, 1887)